# آلبرتو گالوپو
آلبرتو گالوپو (انگلیسی: Alberto Galuppo؛ زادهٔ ۱۹ اوت ۱۹۸۵) بازیکن فوتبال اهل ایتالیا است.
از باشگاه‌هایی که در آن بازی کرده‌است می‌توان به باشگاه فوتبال پارما، باشگاه فوتبال کرمونزه، باشگاه فوتبال آنکونا، باشگاه فوتبال ونتزیا، باشگاه فوتبال پیزا، و باشگاه فوتبال چزنا اشاره کرد.
وی همچنین در تیم ملی فوتبال زیر ۲۰ سال ایتالیا بازی کرده‌است.